# هيرناندو هرنانديز
هيرناندو هرنانديز هو لاعب رماية كوبي، ولد في 14 نوفمبر 1910، وتوفي في 16 يناير 1968.

## وصلات خارجية
- هيرناندو هرنانديز على موقع أوليمبيديا (الإنجليزية)